# PHM Racing
La PHM Racing è una scuderia automobilistica tedesca fondata nel 2021 da Paul Müller, attualmente impegnata in diverse categorie come la Formula 2 e Formula 3. Nelle serie propedeutiche della F1, il team viene rinominato AIX Racing nel maggio del 2024, dopo che la società di servizi finanziari AIX ne ha assunto la proprietà.

## Storia
La PHM Racing nasce dalle ceneri del team Mücke Motorsport, che alla fine del 2021 ha sciolto il suo programma di corse in monoposto. La PHM è stata fondata da Paul Müller con una squadra composta per lo più da ex membri del team Mücke con l'obbiettivo essere un'organizzazione senza scopo di lucro.

### Formula 4 e Formula Regional

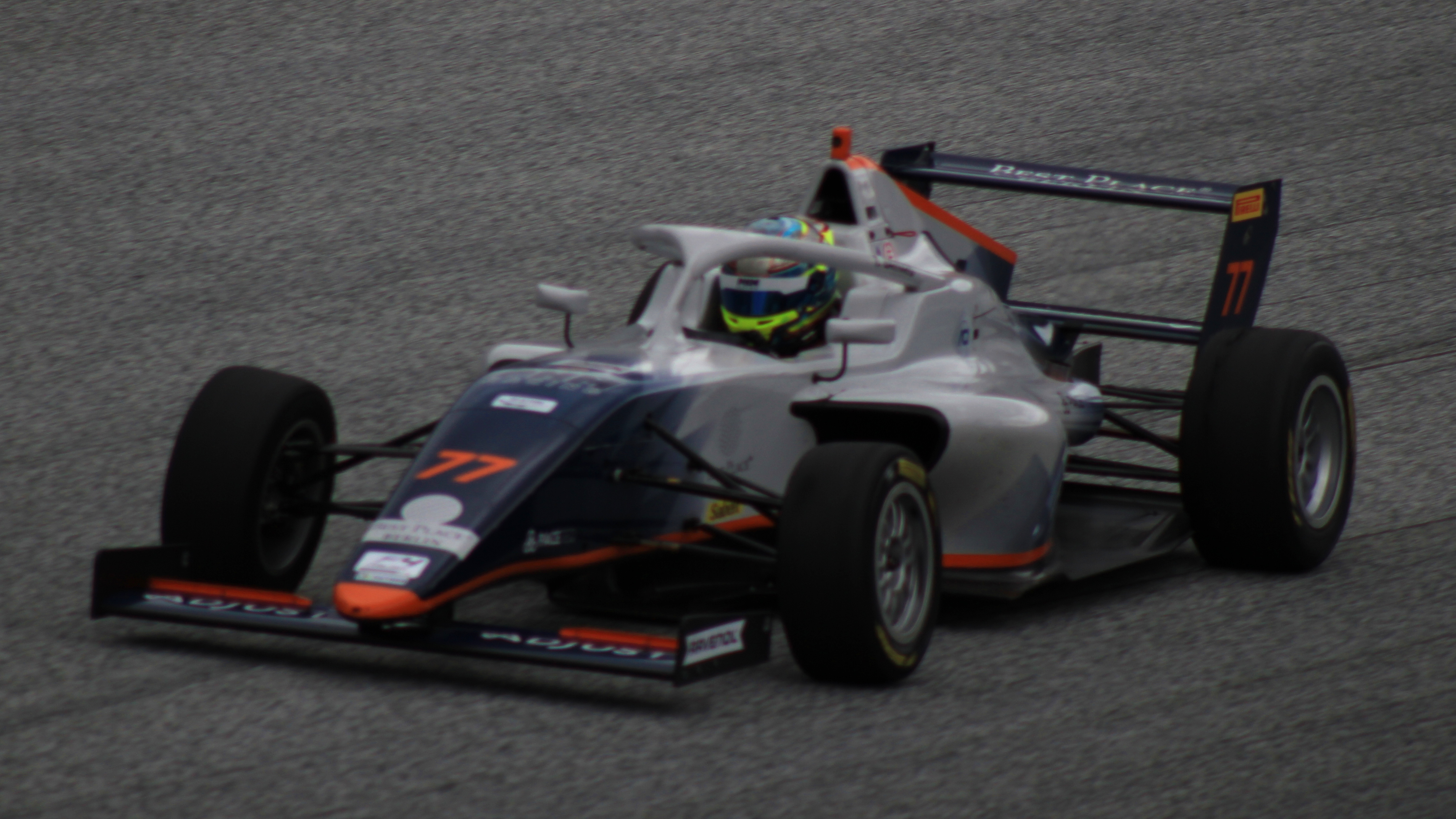
La Tatuus F4 T-421 del team PHM Racing portata in pista da Taylor Barnard (2022)

Nel gennaio del 2022, il team esordisce nel Campionato di Formula 4 degli Emirati Arabi Uniti, portando in pista tre vetture con i piloti Taylor Barnard, Nikita Bedrin e Jonas Ried. Il team chiude terzo in classifica squadre e con Bedrin arriva quarto in classifica piloti. Nel resto del anno compete nella Formula 4 italiana e nella Formula 4 ADAC, portando in pista quattro vetture in entrambe le serie. Come piloti conferma Barnard, Bedrin e Ried in entrambi i campionati, Victoria Blokhina nella serie italiana e Valentin Kluss nella serie tedesca. Nella Formula 4 italiana, la PHM chiude terza tra i team, mentre nella Formula 4 ADAC seconda sia nella classifica team e sia in quella piloti con Barnard.
Nel 2023 per la Formula 4 degli Emirati Arabi Uniti conferma Kluss ed ingaggia Noah Strømsted, Akshay Bohra e Jakob Bergmeister. nello stesso periodo il team si iscrive al Campionato FIA di Formula Regional Middle East (ex Formula Regional Asia). Per il 2023 come piloti sceglie Joshua Dufek, Nikita Bedrin e Taylor Barnard.

### Formula 2 e Formula 3
Dal 2023 il team rileva le iscrizioni e le attività della Charouz Racing System in Formula 2 e in Formula 3. La PHM correrà nelle due serie a partire dalla stagione 2023 con il supporto della Charouz, sotto il nome PHM Racing by Charouz. In Formula 2 ufficializza come piloti, Roy Nissany e Brad Benavides, mentre in Formula 3 sceglie Sophia Flörsch, Roberto Faria e Piotr Wiśnicki.

## Timeline

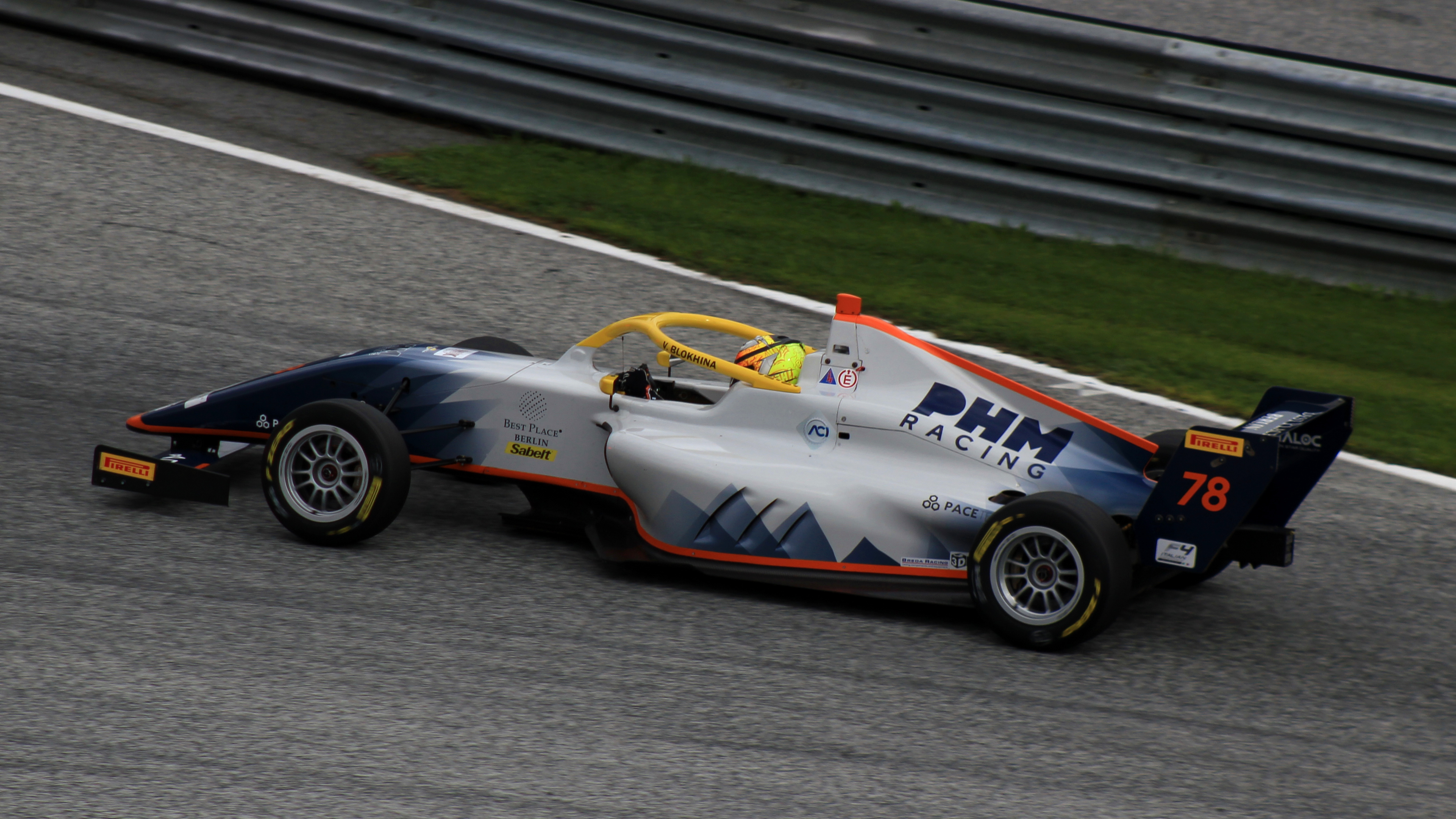
La Tatuus F4 T-421 del team PHM Racing portata in pista da Victoria Blokhina (2022)

| Serie attuali                                     | Serie attuali |
| ------------------------------------------------- | ------------- |
| Campionato italiano di Formula 4                  | 2022–presente |
| Campionato di Formula 4 degli Emirati Arabi Uniti | 2022–presente |
| Campionato FIA di Formula 2                       | 2023–presente |
| Campionato FIA di Formula 3                       | 2023–presente |
| Campionato FIA di Formula Regional Middle East    | 2023–presente |
| Campionato Euro 4                                 | 2023–presente |
| Campionato Formula 4 CEZ                          | 2023–presente |
| Serie passate                                     |               |
| Campionato ADAC di Formula 4                      | 2022          |

## Risultati

### Formula 4 italiana
| Anno | Vettura        | Pilota                 | Gare | Vittorie | Pole | G.V. | Punti | C.P. | C.T. |
| ---- | -------------- | ---------------------- | ---- | -------- | ---- | ---- | ----- | ---- | ---- |
| 2022 | Tatuus F4-T021 | Taylor Barnard         | 20   | 0        | 0    | 0    | 103   | 8º   | 3º   |
| 2022 | Tatuus F4-T021 | Nikita Bedrin          | 20   | 0        | 0    | 0    | 77    | 12º  | 3º   |
| 2022 | Tatuus F4-T021 | Jonas Ried             | 20   | 0        | 0    | 0    | 1     | 25º  | 3º   |
| 2022 | Tatuus F4-T021 | Victoria Blokhina      | 20   | 0        | 0    | 0    | 0     | 34º  | 3º   |
| 2023 | Tatuus F4-T021 | James Egozi            | 21   | 0        | 0    | 0    | 27    | 14°  | 4°   |
| 2023 | Tatuus F4-T021 | Valentin Kluss         | 15   | 0        | 0    | 0    | 34    | 15°  | 4°   |
| 2023 | Tatuus F4-T021 | Nandhavud Bhirombhakdi | 18   | 0        | 0    | 0    | 8     | 21°  | 4°   |
| 2023 | Tatuus F4-T021 | Davide Larini          | 15   | 0        | 0    | 0    | 0     | 34º  | 4°   |
| 2023 | Tatuus F4-T021 | Victoria Blokhina      | 19   | 0        | 0    | 0    | 0     | 36°  | 4°   |
| 2023 | Tatuus F4-T021 | Giacomo Pedrini        | 5    | 0        | 0    | 0    | 0     | 42°  | 4°   |
| 2023 | Tatuus F4-T021 | Tom Kalender           | 2    | 0        | 0    | 0    | 0     | 49°  | 4°   |

### Formula 4 ADAC
| Anno | Vettura        | Pilota         | Gare | Vittorie | Pole | G.V. | Punti | C.P. | C.T. |
| ---- | -------------- | -------------- | ---- | -------- | ---- | ---- | ----- | ---- | ---- |
| 2022 | Tatuus F4-T021 | Taylor Barnard | 18   | 5        | 3    | 3    | 266   | 2º   | 2º   |
| 2022 | Tatuus F4-T021 | Nikita Bedrin  | 18   | 1        | 0    | 1    | 175   | 4º   | 2º   |
| 2022 | Tatuus F4-T021 | Jonas Ried     | 18   | 0        | 0    | 1    | 71    | 9º   | 2º   |
| 2022 | Tatuus F4-T021 | Valentin Kluss | 12   | 0        | 0    | 0    | 61    | 11º  | 2º   |

### Formula 4 UAE
| Anno | Vettura        | Pilota                 | Gare | Vittorie | Pole | G.V. | Punti | C.P. | C.T. |
| ---- | -------------- | ---------------------- | ---- | -------- | ---- | ---- | ----- | ---- | ---- |
| 2022 | Tatuus F4-T021 | Nikita Bedrin          | 19   | 2        | 1    | 1    | 198   | 4º   | 3º   |
| 2022 | Tatuus F4-T021 | Taylor Barnard         | 20   | 1        | 0    | 0    | 80    | 9º   | 3º   |
| 2022 | Tatuus F4-T021 | Jonas Ried             | 20   | 0        | 0    | 0    | 4     | 23º  | 3º   |
| 2023 | Tatuus F4-T021 | Noah Strømsted         | 5    | 0        | 0    | 0    | 55    | 9º   | 5º   |
| 2023 | Tatuus F4-T021 | Valentin Kluss         | 15   | 0        | 0    | 0    | 50    | 10º  | 5º   |
| 2023 | Tatuus F4-T021 | Akshay Bohra           | 15   | 0        | 0    | 0    | 11    | 21º  | 5º   |
| 2023 | Tatuus F4-T021 | Nandhavud Bhirombhakdi | 6    | 0        | 0    | 0    | 0     | 31º  | 5º   |
| 2023 | Tatuus F4-T021 | Jakob Bergmeister      | 9    | 0        | 0    | 0    | 0     | 40º  | 5º   |

### Formula Regional Middle East
| Anno | Vettura          | Pilota         | Gare | Vittorie | Pole | G.V. | Punti | C.P. | C.T. |
| ---- | ---------------- | -------------- | ---- | -------- | ---- | ---- | ----- | ---- | ---- |
| 2023 | Tatuus F.3 T-318 | Taylor Barnard | 15   | 2        | 0    | 3    | 152   | 2º   | 2º   |
| 2023 | Tatuus F.3 T-318 | Joshua Dufek   | 15   | 0        | 0    | 3    | 105   | 6º   | 2º   |
| 2023 | Tatuus F.3 T-318 | Nikita Bedrin  | 15   | 2        | 2    | 0    | 78    | 8º   | 2º   |

### Formula 3
| Anno | Vettura         | Pilota            | Gare | Vittorie | Pole | G.V. | Punti | C.P. | C.T. |
| ---- | --------------- | ----------------- | ---- | -------- | ---- | ---- | ----- | ---- | ---- |
| 2023 | Dallara F3 2019 | Sophia Flörsch    | 18   | 0        | 0    | 0    | 6     | 23°  | 9°   |
| 2023 | Dallara F3 2019 | Roberto Faria     | 18   | 0        | 0    | 0    | 0     | 31°  | 9°   |
| 2023 | Dallara F3 2019 | McKenzy Cresswell | 4    | 0        | 0    | 0    | 0     | 33°  | 9°   |
| 2023 | Dallara F3 2019 | Michael Shin      | 6    | 0        | 0    | 0    | 0     | 32°  | 9°   |
| 2023 | Dallara F3 2019 | Piotr Wiśnicki    | 8    | 0        | 0    | 0    | 0     | 34°  | 9°   |

### Formula 2
| Anno | Vettura         | Pilota         | Gare | Vittorie | Pole | G.V. | Punti | C.P. | C.T. |
| ---- | --------------- | -------------- | ---- | -------- | ---- | ---- | ----- | ---- | ---- |
| 2023 | Dallara F2 2018 | Roy Nissany    | 25   | 0        | 0    | 0    | 0     | 21°  | 11°  |
| 2023 | Dallara F2 2018 | Brad Benavides | 18   | 0        | 0    | 0    | 0     | 22°  | 11°  |
| 2023 | Dallara F2 2018 | Josh Mason     | 7    | 0        | 0    | 0    | 0     | 23°  | 11°  |